# Constitution algérienne de 1976
Lire en ligne

Site de l'Université de Perpignan : Traduction de la Constitution de 1976 ;
 Site de la présidence de la République : (ar) Texte original de la Constitution

Constitution de 1963 Constitution de 1989
La Constitution de l'Algérie de 1976 a été adoptée par référendum le 19 novembre 1976, et régit le pays jusqu'en 1989. Adoptée dix ans après le coup d'État du 19 juin 1965 en Algérie, elle conforte le pouvoir de Houari Boumédiène en instaurant un régime nettement présidentiel dans le cadre d'un parti unique, le Front de libération nationale (FLN).

## Élaboration
Après le coup d'État du 19 juin 1965, Houari Boumédiène exerce le pouvoir au nom du Conseil de la Révolution, qu'il préside. L'ordonnance du 10 juillet 1965 établit un nouveau gouvernement dans l'attente d'une Constitution. La Constitution de 1963 se trouve donc abrogée. Désireux de construire plutôt un nouvel État « par la base », le pouvoir en place cherche d'abord à construire un nouveau fonctionnement des collectivités locales. Sur le plan national, les institutions provisoires subsistent pendant plus de dix ans tandis qu'aucune élection nationale n'est organisée.  
En 1976, face à un début de timide contestation, H. Boumédiène engage un processus de mise en place d'institutions plus stables. Il ne souhaite pas seulement faire une nouvelle constitution, mais fixer dans un document partagé par le peuple les grands principes de la république. Dans un premier temps, il fait rédiger une charte nationale : adoptée par référendum le 27 juin 1976, elle indique les grands principes de l'Algérie socialiste. 
La Constitution elle-même est élaborée dans les mois qui suivent. La commission de rédaction comprend Mohamed Abdelghani, Bélaïd Abdessalam, Ahmed Bencherif, Mohamed Seddik Benyahia, Abdelaziz Bouteflika et Ahmed Taleb Ibrahimi. Soumise à la Conférence des cadres de la Nation le 6 novembre, elle est largement approuvée par un nouveau référendum le 19 novembre 1976 et promulguée le 22 novembre. 

## Plan et caractère
La Constitution de 1976 comprend un préambule et 199 articles. Elle est divisée en trois titres, dont le troisième, très bref (3 articles) ne comprend que les dispositions finales. Le premier titre fixe les principes politiques de l'État et de la société algérienne. Le second est plus proprement institutionnel. 
Le nombre important d'articles et le haut niveau de détail énoncé en font une constitution plutôt rigide. 

## Principes
Au sein du titre Ier, la Constitution consacre le chapitre IV aux libertés fondamentales et droits de l'homme et du citoyen, puis le chapitre V aux devoirs des citoyens. Si les droits et libertés proclamés sont en principes très étendus, ils sont en fait limités par les devoirs des citoyens du chapitre V, par l'absence de pluralisme politique ou syndical, et par le rôle déterminant de la loi dans l'élaboration précise du cadre de ces droits et libertés. 
La Constitution réaffirme l'option du pays pour le socialisme qui doit permettre de parachever les objectifs fixés depuis 1954 dans le cadre de la guerre de libération. Le socialisme ainsi proclamé s'inscrit dans l'esprit du socialisme arabe mais se veut original. 
Elle confirme aussi le poids politique déterminant du Front de libération nationale comme parti unique. L'établissement du socialisme doit être favorisé par le parti qui constitue l'avant-garde, mais le peuple est invité à participer à cet objectif politique grâce à l'existence d'organisations de masse.

## Cadre institutionnel de 1976

### Pouvoir exécutif
Le pouvoir exécutif est confié à un président de la République. Le Président doit être musulman, de nationalité algérienne d'origine et âgé d'au moins 40 ans (contre 35 dans la Constitution de 1963). Après désignation par le FLN, le président est élu pour six ans (cinq ans dans la Constitution de 1963) au suffrage universel direct, et indéfiniment rééligible. 
En cas de décès ou de démission, l'intérim est assuré par le président de l'Assemblée populaire nationale. 
Le président dispose de très larges pouvoirs. Plus qu'en 1963, la Constitution instaure véritablement un régime présidentiel. Symboliquement, le chapitre consacré au pouvoir exécutif précède celui consacré au pouvoir législatif. Et contrairement à la Constitution de 1963, le mot de « souveraineté » n'est pas associé à l'Assemblée dans le chapitre qui lui est consacré. 
Le président de la République peut nommer un vice-président et un Premier ministre, mais il n'est pas tenu de le faire. Ces dispositions sont conformes au caractère présidentiel du régime. 
Dans la Constitution, les mentions relatives au gouvernement sont peu nombreuses et éparses. Ses membres sont nommés par le Président de la République et responsables devant lui.

### Pouvoir législatif
Le pouvoir législatif est confié à un Parlement monocaméral constitué par l'Assemblée populaire nationale. Les députés sont élus pour cinq ans, au suffrage universel direct, après désignation par le Parti. 
L'Assemblée tient chaque année deux sessions de trois mois. L'absence d'assemblée permanente, et même le fait que l'assemblée ne siège que la moitié de l'année, vont aussi dans le sens du caractère présidentiel du régime. 

### Recours au référendum
Autre nouveauté par rapport à 1963, la Constitution prévoit que le Président de la République peut consulter la nation par référendum sur toute question importante.

## Révision de 1979
Après le décès de Boumédiène, le nouveau président Chadli Bendjedid engage rapidement une révision constitutionnelle qui aboutit à la loi du 30 juin 1979. Cette révision restreint quelque peu le caractère présidentiel du régime. La durée du mandat du président de la République revient à cinq ans. Désormais, la nomination d'un Premier ministre devient une obligation et la Constitution précise son rôle. La Constitution révisée laisse la possibilité au Président de la République de nommer plusieurs vice-présidents. Enfin, l'article 117 consacré au décès du Président est étoffé pour tenir compte d'un éventuel cas d'incapacité.

## Révision de 1988
En novembre 1988, la constitution est révisée et le poste de Premier ministre est remplacé par celui de chef du gouvernement.

## Postérité
Après les événements du 5 octobre 1988 et un long processus, la Constitution de 1976 est remplacée par celle de 1989 qui instaure le multipartisme. Celle-ci est elle-même une révision du texte de 1976, et est remplacée par la Constitution de 1996, qui la révise à son tour.

## Compléments